# Система футбольних ліг Польщі
Система футбольних ліг Польщі містить у собі десять рівнів, найвищим з яких є Польська Екстракласа з футболу.

## Участь у Кубках країни
Кубок Польщі: 1-10 рівень

Кубок Ліги Польщі: 1 рівень

## Підвищення і пониження у класі
Екстракласа: Дві найгірші команди понижуються до першої ліги, а третя команда знизу бореться у перехідних іграх з третьою командою першої ліги за право виступати у Екстракласі.

Перша ліга: Дві найкращі команди підвищуються до Екстракласи. А чотири найгірші команди понижуються до другої ліги, в західну чи східну групу, в залежності від територіального розташування. Третя команда бореться у перехідних іграх з третьою командою знизу Екстракласи за право виступати у Екстракласі. Чотири команди знизу (11-14 місця) борються у перехідних іграх з командами, які зайняли 3-4 місця у своїх групах другої ліги, за право виступати у першій лізі.

Друга ліга: Дві найкращі команди з кожної групи підвищується до першої ліги, а команди, які зайняли 3-4 місця у своїх групах борються у перехідних іграх з командами першої ліги, які зайняли 11-14 місця, за право виступати у першій лізі. Кількість команд, які понижуються до третьої ліги є залежна від кількості команд, які понизилися до відповідної групи з першої ліги. Ця кількість може бути від 0 до 8 команд, тому тільки після закінчення цілого сезону можна визначити достовірну кількість команд, які понижуються до третьої ліги. З третьої ліги завжди до кожної групи підвищується по чотири команди (в сумі 8 команд).

Третя ліга: найкраща команда з кожної групи (8 команд) підвищується до другої ліги. Команди, які зайняли нижче 13 місця (один-п'ять останніх місць) в кожній групі, опускаються до своєї регіональної ліги. Найкращі команди в кожній регіональній лізі підвищуються до третьої ліги.

Нижчі ліги: Найкращі команди в кожній регіональній лізі підвищуються до ліги рівнем вище, а найгірші потрапляють у відповідну лігу рівнем нижче.

## Лігова піраміда
| Рівень | Ліга | Ліга | Ліга | Ліга | Ліга | Ліга | Ліга | Ліга |
| ------ | --- | --- | --- | --- | --- | --- | --- | --- |
| 1      | Екстракласа 16 клубів | Екстракласа 16 клубів | Екстракласа 16 клубів | Екстракласа 16 клубів | Екстракласа 16 клубів | Екстракласа 16 клубів | Екстракласа 16 клубів | Екстракласа 16 клубів |
| 2      | Перша ліга 18 клубів | Перша ліга 18 клубів | Перша ліга 18 клубів | Перша ліга 18 клубів | Перша ліга 18 клубів | Перша ліга 18 клубів | Перша ліга 18 клубів | Перша ліга 18 клубів |
| 3      | Друга ліга Західна група 18 клубів | Друга ліга Західна група 18 клубів | Друга ліга Західна група 18 клубів | Друга ліга Західна група 18 клубів | Друга ліга Східна група 18 клубів | Друга ліга Східна група 18 клубів | Друга ліга Східна група 18 клубів | Друга ліга Східна група 18 клубів |
| 4      | Третя ліга група дольношльонсько-любуська 16 клубів                                                                                              | Третя ліга група куявсько-поморсько-великопольська 16 клубів                                                                                     | Третя ліга група опольсько-шльонська 16 клубів                                                                                                   | Третя ліга група поморсько-західнопоморська 16 клубів                                                                                            | Третя ліга група люблінсько-прикарпатська 16 клубів                                                                                              | Третя ліга група лодзько-мазовецька 16 клубів | Третя ліга група малопольсько-свєнтокшиська 18 клубів | Третя ліга група полісько-варміньсько-мазурська 16 клубів |
| 5      | Четверта ліга по одній лізі у кожному з 16 воєводств у мазовецькому, шльонському і великопольському воєводствах ліга поділена на дві рівні групи | Четверта ліга по одній лізі у кожному з 16 воєводств у мазовецькому, шльонському і великопольському воєводствах ліга поділена на дві рівні групи | Четверта ліга по одній лізі у кожному з 16 воєводств у мазовецькому, шльонському і великопольському воєводствах ліга поділена на дві рівні групи | Четверта ліга по одній лізі у кожному з 16 воєводств у мазовецькому, шльонському і великопольському воєводствах ліга поділена на дві рівні групи | Четверта ліга по одній лізі у кожному з 16 воєводств у мазовецькому, шльонському і великопольському воєводствах ліга поділена на дві рівні групи | Четверта ліга по одній лізі у кожному з 16 воєводств у мазовецькому, шльонському і великопольському воєводствах ліга поділена на дві рівні групи | Четверта ліга по одній лізі у кожному з 16 воєводств у мазовецькому, шльонському і великопольському воєводствах ліга поділена на дві рівні групи                           | Четверта ліга по одній лізі у кожному з 16 воєводств у мазовецькому, шльонському і великопольському воєводствах ліга поділена на дві рівні групи                           |
| 6      | П'ята ліга 2 групи у малопольському воєводстві                                                                                                   | П'ята ліга 2 групи у малопольському воєводстві                                                                                                   | П'ята ліга 2 групи у західнопоморському воєводстві                                                                                               | П'ята ліга 2 групи у західнопоморському воєводстві                                                                                               | Окружний клас багато груп у дольношльонському, люблінському, любуському, опольському, прикарпатському, шльонському воєводствах                   | Окружний клас багато груп у дольношльонському, люблінському, любуському, опольському, прикарпатському, шльонському воєводствах                   | Окружний клас багато груп у куявсько-поморському, лодзькому, мазовецькому, поліському, поморському, свєнтокшиському, варміньсько-мазурському, великопольському воєводствах | Окружний клас багато груп у куявсько-поморському, лодзькому, мазовецькому, поліському, поморському, свєнтокшиському, варміньсько-мазурському, великопольському воєводствах |
| 7      | Окружний клас 4 групи | Окружний клас 4 групи | Окружний клас 4 групи | Окружний клас 4 групи | Клас А багато груп | Клас А багато груп | Клас А багато груп | Клас А багато груп |
| 8      | Клас А багато груп | Клас А багато груп | Клас А багато груп | Клас А багато груп | Клас Б багато груп | Клас Б багато груп | Клас Б багато груп | Клас Б багато груп |
| 9      | Клас Б багато груп | Клас Б багато груп | Клас Б багато груп | Клас Б багато груп | Клас Ц багато груп | Клас Ц багато груп | | |
| 10     | Клас Ц багато груп | Клас Ц багато груп | | | | | | |